# Celldömölk
Celldömölk (deutsch: Kleinmariazell) ist eine Kleinstadt in Ungarn. Sie liegt etwa 40 km östlich von Szombathely (Steinamanger) an der Ostgrenze des Komitat Vas in der Region Nyugat-Dunántúl (Westtransdanubien) und ist Verwaltungssitz des gleichnamigen Kreises Celldömölk.

## Geografie
Celldömölk liegt am südlichen Zipfel der Kleinen Ungarischen Tiefebene am Fluss Marcal. Die Stadt bildet eines der wirtschaftlichen und kulturellen Zentren der Kemenesalja genannten Gegend; Celldömölk ist Bahnknoten und Wallfahrtsort. Etwa vier Kilometer südwestlich der Stadt befindet sich der Zeugenberg Schagberg (Ság hegy). Die 291 m ü. NN hohe vulkanische Basaltkuppe ist der am weitesten westlich liegende Berg der transdanubischen Zeugenberglandschaft auf dem Balaton-Hochland (vgl. Somló, Kis-Somlyó).
Die kompakt bebaute Kernstadt ist überwiegend durch dichte, kleinteilige Bebauung geprägt, wie sie für ungarische Zeilendörfer typisch ist. An einigen Stellen entstanden nach dem Zweiten Weltkrieg vier- bis fünfgeschossige Wohnblöcke in Ziegel- und Großtafelbauweise. Das Geschäftszentrum bildet die platzartig ausgeformte Straßenkreuzung der Koptik Odo utca, Ság utca, Kossuth Lajos utca und Széchenyi István utca, die von Plattenbauten, zwei Hochhäusern und einer eingeschossigen Kaufhalle begrenzt wird. Östlich davon liegt in einer parkähnlichen Anlage die Wallfahrtskirche zur Hl. Jungfrau Maria. Der Bahnhof befindet sich etwa 500 Meter nördlich davon am anderen Ende der Kossuth Lajos utca.
Neben der Kernstadt gehören noch zwei Dörfer zum Stadtgebiet. Etwa zwei Kilometer südlich Celldömölks an der Straße nach Jánosháza liegt die Ortschaft Alsóság. Das kleine, von Gartenkolonien umgebene Haufendorf befindet sich unmittelbar am Fuße des Ságbergs. Weitere 2,5 Kilometer südlich liegt das Dorf Izsákfa.

## Geschichte

### Frühzeit
Die frühe Besiedelung der Gegend um Celldömölk ist durch archäologische Funde nachgewiesen. Neben einigen Siedlungsspuren der Jungsteinzeit, der Kupfersteinzeit und der Bronzezeit sind vor allem die Grabhügel aus der Eisenzeit an der Straße nach Ostffyasszonyfa und in Alsóság zu nennen. In Izsákfa ist eine keltische Siedlung nachweisbar, in der Nähe von Bokodpuszta eine Villa aus Römerzeit. Aus der Árpádenzeit des Hochmittelalters stammen ein Gräberfeld und Reste einer kleinen Wehranlage.

### Pórdömölk
Pórdömölk ist der älteste Teil der heutigen Siedlung und dürfte auf die Gründung der Dömölker Benediktinerabtei zurückgehen. Sie soll unter König Béla II. von Ungarn zur Ehre der Heiligen Jungfrau Maria errichtet worden sein und wird im Jahre 1252 erstmals unter dem Namen Demunk erwähnt. Die Abteikirche entstand zunächst im romanischen Stil, wurde im 14. Jahrhundert teilweise im gotischen Stil mit Fresken umgebaut.
Die Abtei verlor ihre Bedeutung durch die Verwaltungsreformen unter Ludwig I. und die anschließende Reformationsbewegung. Während der Türkenzeit wurden die Gebäude schließlich zerstört. Die Kirche mit ihren Fresken blieb jedoch erhalten und wurde in den 1930er Jahren unter Denkmalschutz gestellt. Am 1. Januar 1946 kam es in unmittelbarer Nähe zu einer Granatenexplosion, was das Gebäude teilweise einstürzen ließ, so dass die Fresken unwiederbringlich verloren sind. Nur der Kirchturm wurde 1947–48 wieder mit einem Dach versehen.

### Nemesdömölk
Das Dorf Nemesdömölk (wörtlich: Adeldömölk) der Adelsfamilie Dömölky dürfte um 1400 entstanden sein und wird 1457 erstmals urkundlich erwähnt. Der Ort wurde zuerst 1532 und nochmals 1620 von den Türken verwüstet. Ende des 17. Jahrhunderts wurde Nemesdömölk zum Hauptort der Gegend um den Ságberg. Der „artikulierte Ort“ war das Zentrum des lutherischen Protestantismus im Eisenburger Komitat. Die erste evangelische Kirche konnte erst nach Erlass des Toleranzediktes 1781 errichtet werden. Mit dem Aufstieg Kiscells verlor der Ort seine Bedeutung wieder.

### Kiscell

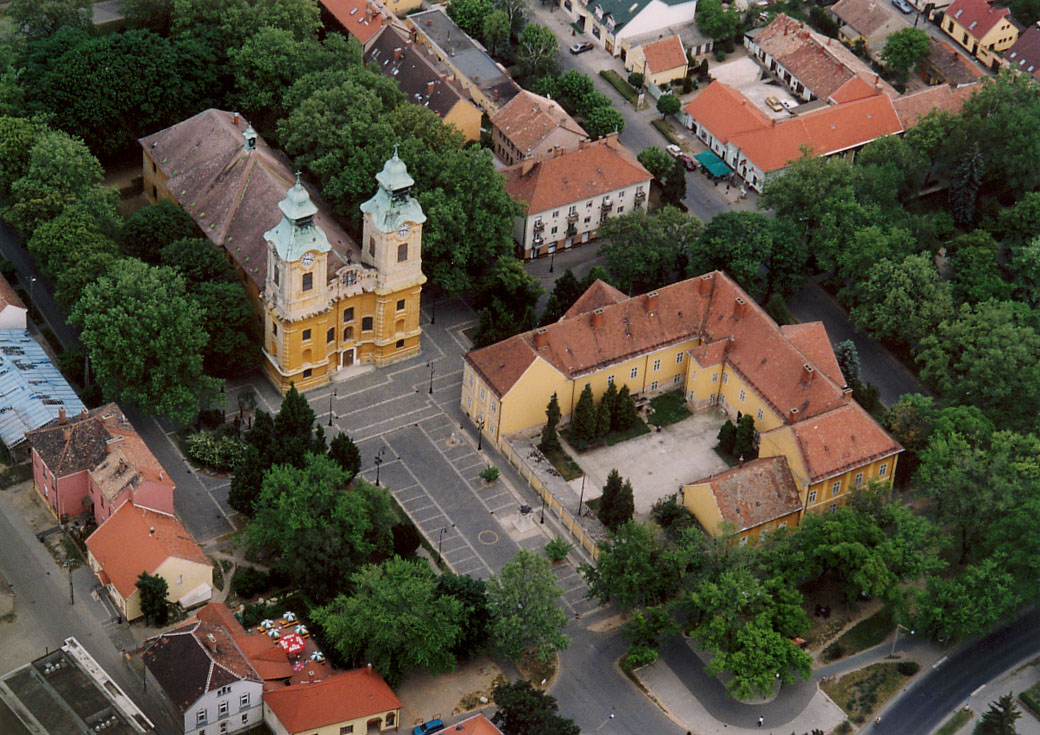
Barockkirche und ehemalige Benediktinerabtei von Kiscell/Celldömölk.

Die Gründung des Ortes Kiscell (deutsch, auch wörtlich: Klein Zell) geht auf den aus Klattau in Böhmen stammenden Dömölker Abt Odo Koptik zurück. Er errichtete 1739 an der Landstraße nach Pápa eine Einsiedelei mit einer kleinen Kapelle aus Holz und einer Madonna aus Mariazell in der Steiermark. Beim Bau des Brunnens fiel einem der Arbeiter ein schwerer Stein auf den Kopf. Der Mann wurde wegen seiner schweren Verletzungen für tot erklärt, wurde jedoch wieder vollkommen gesund. Durch dieses Wunder wurde Kiscell zum Wallfahrtsort. Infolge der Besucherströme von bis zu 50.000 Pilgern im Jahr entstanden in der Nähe Gasthäuser, Herbergen und Souvenirläden. Die Siedlung hatte bis ins 19. Jahrhundert hinein rein kaufmännisch-gewerblichen Charakter.
Zahlreiche Spenden ermöglichten 1744–48 den Bau der barocken Wallfahrtskirche. Dazu kamen 1755 der Kreuzweg und 1760–68 die Benediktinerabtei. Die Abtei wurde von Stephan Dorfmeister ausgeschmückt, 1667 schuf er das Altarbild Heiliger Johannes Nepomuk für die Klosterkirche. Das Verbot von Wallfahrten durch Joseph II. 1786 führten zur Auflösung des Klosters. Infolge der nun ausbleibenden Pilgerströme geriet der Ort bis zur Rücknahme der Verbote 1802 in eine wirtschaftliche Krise, die der Erwerb des Marktrechts 1790 ausgleichen sollte. Später wurde Kiscell Stadt und Kreishauptort. Diese Titulatur ging 1871 im Zuge von Verwaltungsreformen wieder verloren, Kiscell wurde Großgemeinde.
Im 19. Jahrhundert wandelte sich das Ortsbild. Die ursprünglich fast ausschließlich deutschsprachige Siedlung wurde etwa zwischen 1835 und 1870 magyarisiert. Mit dem Bau der Eisenbahn 1871 stieg die Bevölkerungszahl zudem durch ungarische Zuwanderer stark an.

### Celldömölk
Die heutige Kernstadt mit dem Namen Celldömölk entstand aus der Vereinigung der Orte Kiscell und Nemesdömölk im Jahre 1907. Als deutsche Bezeichnung wurde der Name Kiscells, Klein Zell, übernommen. 1950 wurde Alsóság, 1978 Izsákfa eingemeindet. Der alte Ortskern von Kiscell wurde zum Geschäftszentrum ausgebaut. 1978 wurde Celldömölk zur Stadt erhoben.

### Alsóság
Das Dorf Alsóság (wörtlich: Unterság, gemeint ist der Ságberg) wurde 1272 erstmals urkundlich erwähnt. 1325 wird von einem Pfarrer und einer Kirche berichtet. Anfang des 15. Jahrhunderts gelangte das Dorf aus königlichem Besitz zusammen mit der Burg Somló in den Besitz der Familien Garay und Sitkey. Zu dieser Zeit hatte Alsóság Zollrecht; Wochenmärkte wurden abgehalten. Im Jahre 1477 wurden nebst steinerner Kirche 69 Häuser und Hofstellen gezählt. Von 1558 bis ins 19. Jahrhundert hinein war Alsóság Marktflecken. Der Ort verlor mit dem Bau der Eisenbahn und der Entwicklung Kiscells seine Bedeutung.
Die Entwicklung der Siedlung wurde maßgeblich vom Ságberg beeinflusst. Der Sage nach hätten ihn die „Teufel aus Alsóság“ gebaut. Auf dem Berg wird Wein angebaut, der aufgrund seines hohen Säuregehalts gegen Magenkrankheit helfen soll. Der Basaltbergbau wurde spätestens in den 1970er Jahren eingestellt. Teile des Areals dienen heute als Museum. Der Ságberg steht seit 1975 unter Naturschutz.

### Izsákfa
Das Dorf entstand wohl im 14. oder 15. Jahrhundert und wurde 1542 erstmals urkundlich erwähnt. 1890 war es eigene Pfarrei. Das prächtigste Gebäude im Ort ist das Herrenhaus Somogyi, worin die Bibliothek und das Gemeindehaus untergebracht sind. In Izsákfa wurde der Vagabund Joseph Savanyú geboren.

## Wirtschaft

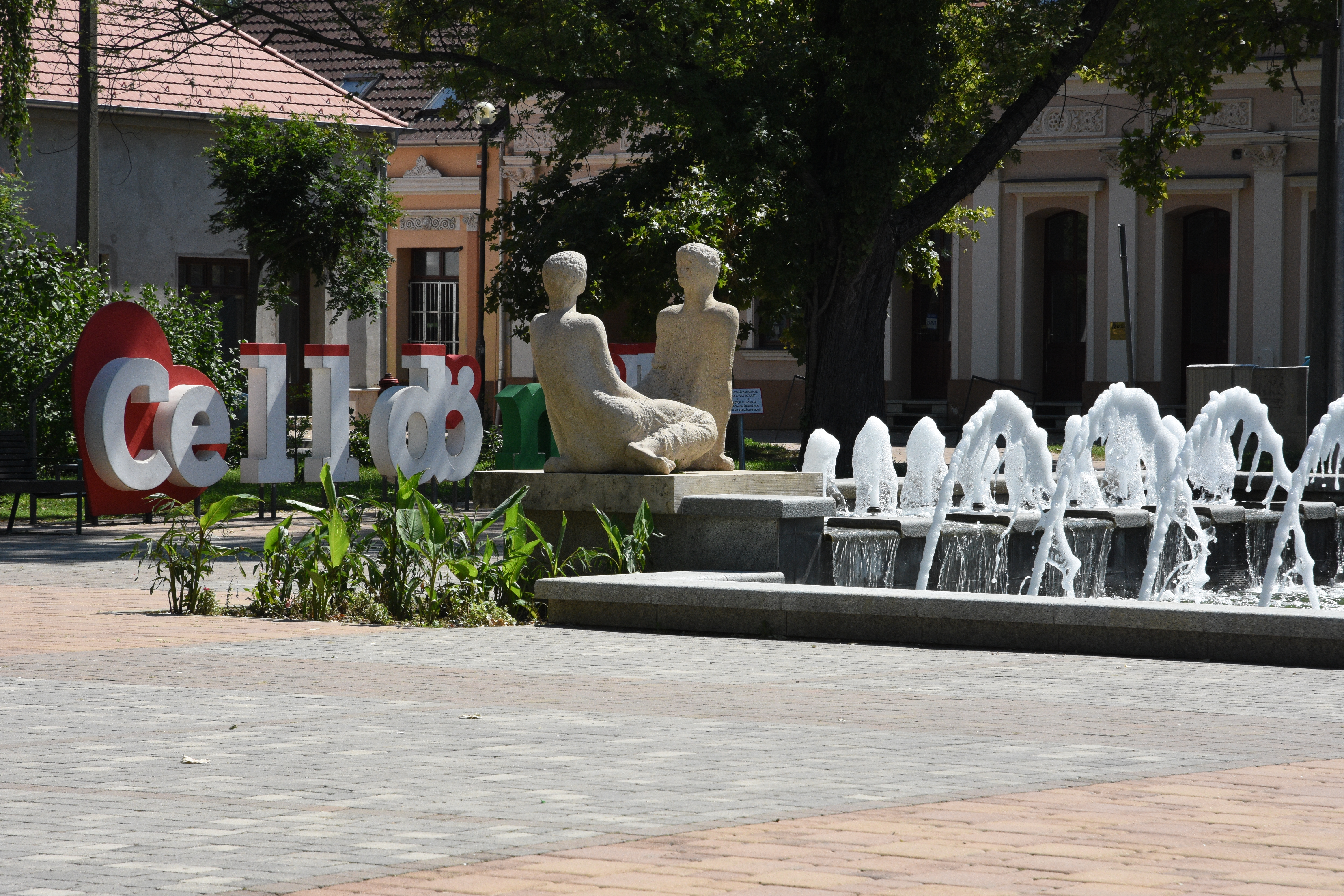
Celldömölk

Die wichtigsten Einnahmequellen der Stadt sind der Weinbau auf dem Ságberg und der Tourismus. In der Vergangenheit waren der Basaltsteinbruch und die Eisenbahn wichtige Arbeitgeber.
Im Nordwesten der Stadt befindet sich ein Tanklager aus kommunistischen Zeiten. Dort lagern 30.000 Tonnen Treibstoff, was damals dem landesweiten Bedarf dreier Tage entsprach. Die Armee unterhielt im Stadtteil Alsóság am Fuße des Ságbergs ein Depot.
Im September 2005 wurde am Südrand der Kernstadt der erste Bauabschnitt des Thermalbades Vulkán fürdö (deutsch: Vulkanbad) eröffnet. Bis 2008 sollen insgesamt 12 Becken mit insgesamt 2500 m² Wasserfläche entstehen. Die Stadt erhofft sich damit neue Impulse für den Fremdenverkehr.

## Verkehr
Celldömölk ist Eisenbahnknotenpunkt. Hier mündet die elektrifizierte Hauptstrecke Székesfehérvár–Celldömölk(–Szombathely) in die Ungarische Westbahn ein. Ebenso beginnen hier Lokalbahnen Richtung Zalaegerszeg und zum Plattensee. Die Strecke der Raab-Oedenburg-Ebenfurter Eisenbahn nach Fertőszentmiklós wurde dagegen am 6. Januar 1979 stillgelegt und ist inzwischen abgebaut. Der Abzweig der beiden Hauptstrecken ist als Gleisdreieck angelegt, so dass die Verbindung Győr–Székesfehérvár auch ohne Kopfmachen im Bahnhof Celldömölk bedient werden kann. An der Strecke nach Székesfehérvár gibt es dafür einen Betriebsbahnhof. Die Verbindung ab Győr nach Celldömölk ist tagsüber stündlich und beträgt etwa 1 Stunde und 20 Minuten.
Bezogen auf die ungarischen Nationalstraßen liegt Celldömölk dagegen relativ abgelegen. Die Hauptstraße 84 verläuft 15 Kilometer weiter westlich, die Hauptstraße 8 und Europastraße 66 etwa 18 Kilometer südlich. Die wichtigste Straße in Celldömölk selbst bildet die Landstraße 8404 Sárvár–Pápa. Nach Sárvár sind es 18, nach Pápa 28 Kilometer. Dazu kommen die Landstraße 8429 nach Jánosháza und die Landstraße 8611 nach Kapuvár.
Etwa zehn Kilometer Luftlinie nordwestlich der Stadt nahe Ostffyasszonyfa befindet sich der Pannonia-Ring.

## Kultur und Sehenswürdigkeiten

### Veranstaltungen
Zu den regelmäßigen Veranstaltungen in der Stadt gehören die Frühlingstage in Alsóság im Mai, das Blaskapellen-Treffen im Ságberg-Krater, das Krater-Konzert im ehemaligen Basalt-Bergwerk, im Juni der „Vulkan-Pokal“, das Internationale Fußball-Turnier für Jugendliche, das Sommertheater und Kunstfestival, das Internationale Handball-Jugendfestival im August, die Zeller Kirmes, die Marienwallfahrt im September und das Weinlesefest am Ságberg.

### Sehenswürdigkeiten

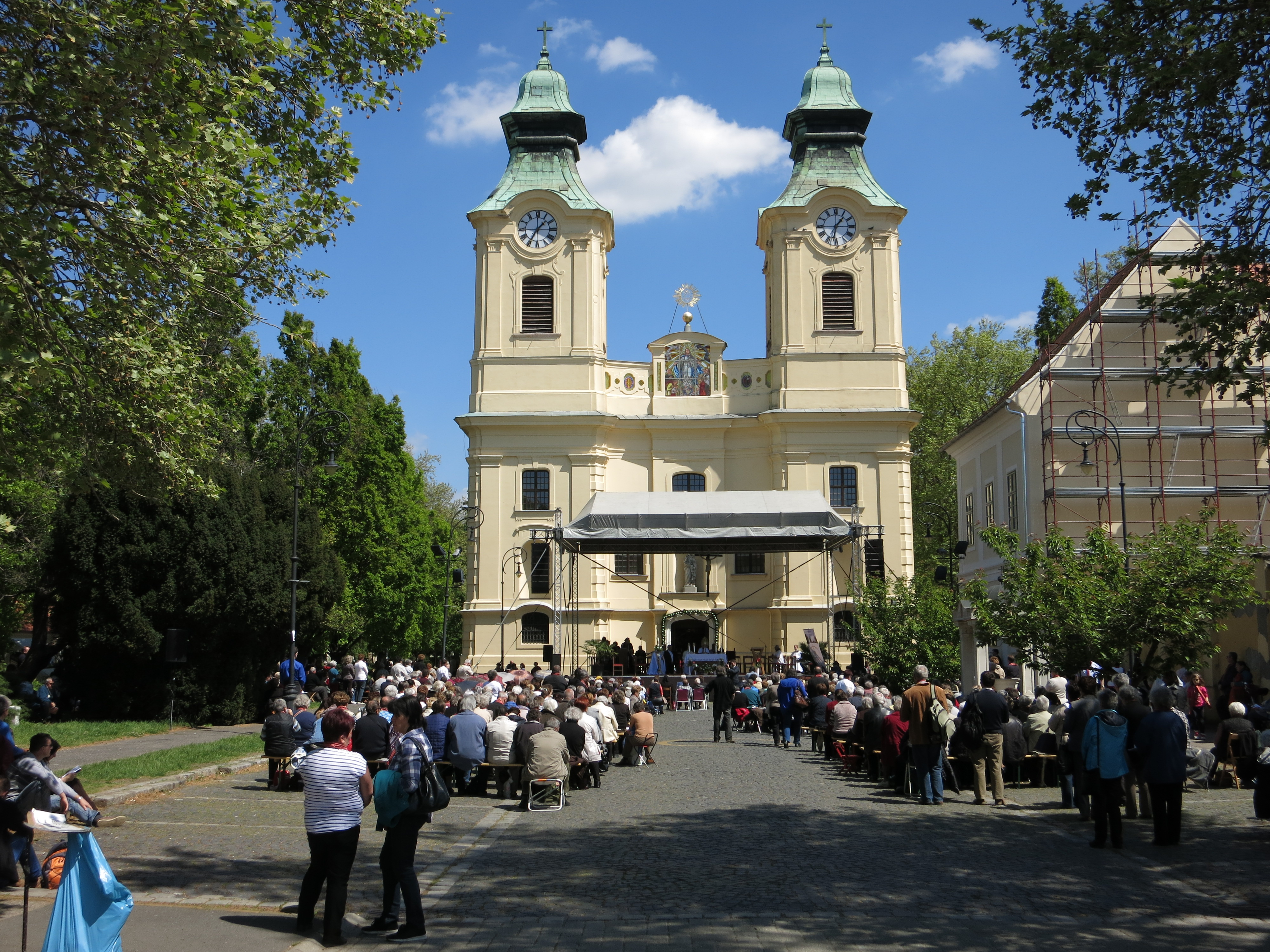
Die Kirche zur Hl. Jungfrau Maria

Im Stadtzentrum befindet sich die 1744–48 errichtete Gnadenkirche zur Hl. Jungfrau Maria. Die barocke Abteikirche mit Wandgemälden von István Dorfmeister entstand nach dem Vorbild der Basilika von Mariazell. Daher wird Klein Zell auch „Klein-Mariazell“ genannt. In der ehemaligen Benediktinerabtei nebenan ist heute die Stadtverwaltung untergebracht. Auch der aufwändig gestaltete Kreuzweg ist erhalten. Sehenswert sind auch die evangelische Kirche und die Überreste der ehemaligen Abteikirche Pórdömölk.

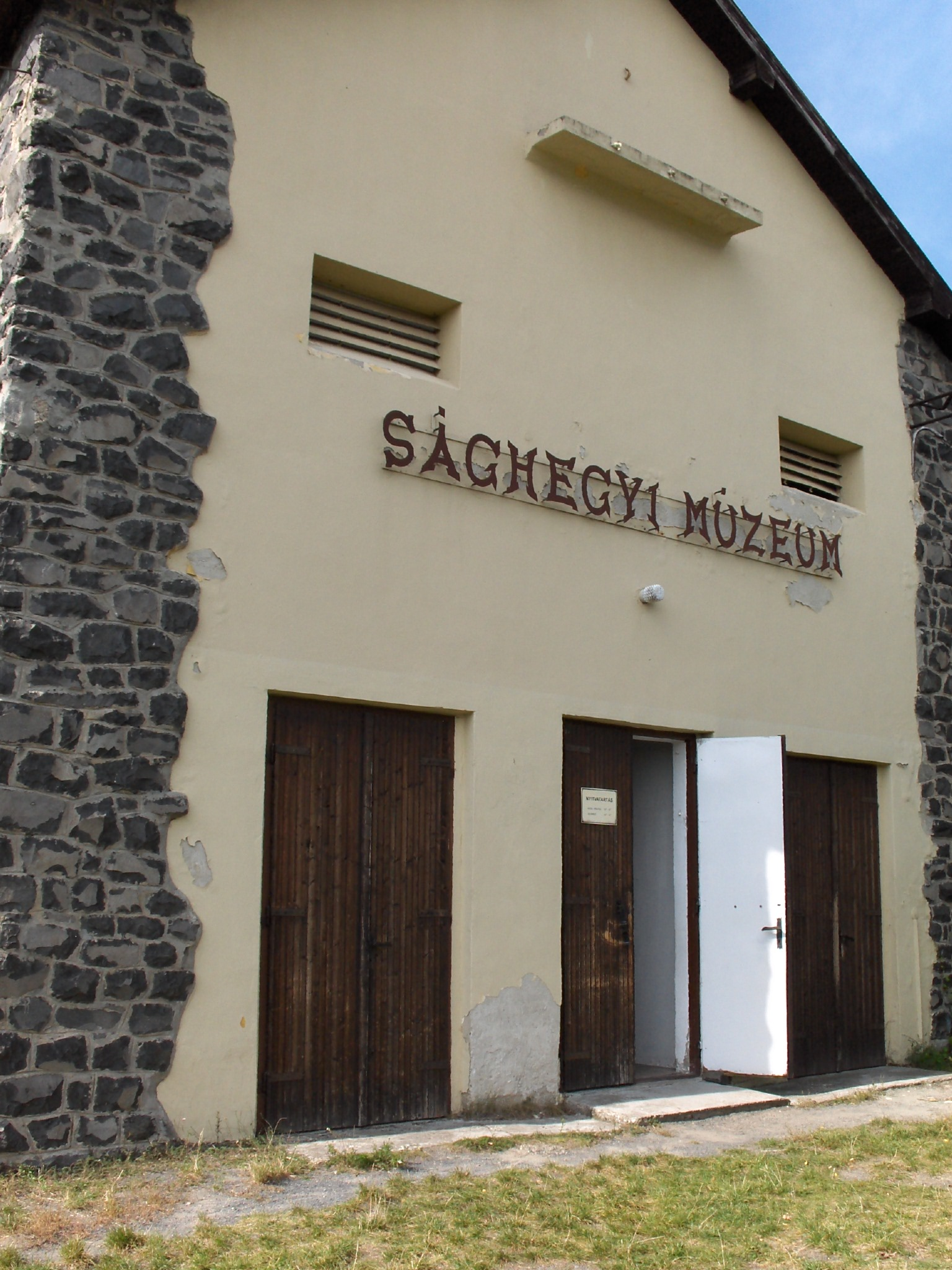
Das Ságberg-Museum.

Die zweite bedeutende Sehenswürdigkeit ist der Ságberg. Aufgrund seiner geologischen Besonderheit ist er reich an seltenen Pflanzen und Tieren. Der Berg mitsamt dem Krater des ehemaligen Basaltsteinbruchs steht unter Naturschutz. Im ehemaligen Umspannwerk des Bergwerks ist das Ságberg-Museum (Sághegyi múzeum) untergebracht. Es ist einerseits Weinbau- und Bergbaumuseum und zeigt andererseits zahlreiche archäologische Funde aus dem Steinbruch. Im Steinbruch selbst wurde ein geologischer Lehrpfad eingerichtet.
Zum Gedenken an den Friedensvertrag von Trianon wurde 1934 unweit des Berggipfels das Trianon-Denkmal eingeweiht. Das kreuzförmige Denkmal ist von weitem zu erkennen. Es wurde zuletzt 1997 erneuert und kann seit 2000 beleuchtet werden.

### Sonstiges
Der Film Eragon – Das Vermächtnis der Drachenreiter wurde 2005 in Celldömolk gedreht.

## Partnerstädte
- Neudau (Steiermark), Österreich (seit 1984)
- Pagnacco, Italien (seit 1993)
- Serramazzoni, Italien (seit 1994)
- Sângeorgiu de Pădure, Rumänien (seit 1998)

## Söhne und Töchter (Auswahl)
- Friderika Horváth (* 1970), Archäologin und Hochschullehrerin
- Kati Piri (* 1979), niederländische Politikerin, MdEP

## Ehrenbürger
- Otto von Habsburg
- Péter Kiss, ehemaliger Minister für Sozial- und Arbeitswesen